# Терешів
Тере́шів — село в Україні, у Млинівській селищній громаді Дубенського району Рівненської області. Населення становить 202 особи станом на 2023 рік.

## Історія
Згадку про село знаходимо в двотомному енциклопедичному довіднику Олександра Цинкаловського «Стара Волинь і Волинське Полісся». Терешів, село, Дубенський повіт, Малинська вол., на півн. схід від м-ка Торговище, 27 км від Дубна. Наприкінці 19 ст. було там 29 домів, 206 жителів. Село згадується в 1545 р. під час ревізії луцького замку, коли воно належало до землянина Івана Масальського (Яблоновський, Ревізія, 42-5). В 1870 р. Дмитро Косанський платив від своїх сіл Т., Толмачова, Тушинь, і Явчиць від 16 димів і 10 город. (Яблоновський, Волинь. стор. 12). За переписом 1911 р. в с. Терешів була одноклясова школа, одна крамниця і паровий млин (8,000 пуд. річ. перемолу). В селі Терешів знаходилась церква Святого Архистратига Михаїла. Дата побудови невідома. Згідно з книгою Мирослава Галанзовського «Церкви Млинівщини», основним джерелом якої є «Клірові відомості» церков Дубенського повіту за 1799—1912 рр. і 1936 рр. які зберігаються в Держархіві Рівненської області, перша згадка про церкву датується 1727 роком, згідно з якою пан Михайло Шенявський заявив, що бажає зберегти за церквою фундуші, надані його попередниками. В цьому ж записі згадується пресвітер Терешівський Іван Гутович. Наступні згадки про церкву датуються 1737 та 1771 роками. Згідно з візитацією греко-католицького декана за 1800 рік наводиться опис церкви та її майна: «Церква стоїть на схід. Дерев'яна, стара, дошками ошальована. Ширина 10, довжина 21 лікоть, з гнилою підлогою і стелею. Одні двері, які закриваються на защіпку і замикаються на колодку., вікон 4, верхів три з трьома залізними хрестами. З великим вівтарем, з царськими вратами, все старе, не благовидне.
Крім великого вівтаря жертовник (в ньому дві шуфляди із внутрішніми замками), вигідний і належно накритий. Образів старих, мальованих на дереві і полотні, різного розміру — 7, Всередині стіни церкви оббиті полотном…. Дзвіниця на 4-х стовпах, накрита новою гонтою, дзвонів середнього розміру — 2.
Парафіян. Терешів: дворів — 23, чоловіків дорослих — 61, жінок — 15, малолітніх — 15, дорослих — 55, Корита: дворів — 25, чоловіків дорослих — 71, малолітніх — 27, жінок — 70, дівчаток — 17.
Священик Хома Жуковський, 36 років, висвятився сюди 5 років. Дружина Марта — 22 роки. Діти: Максим — 6, Данило — 5, Марина — 2, Розалія — 2….»
В 1802 році Терешівська церква була «відібрана в православ'я». В 1804 році серед 4-х церков повіту без притчу і парафіян, була церква Терешова. Наглядав за нею священик з Борбина, який в 1804—1811 рр. записував, що всі парафіяни є греко-католиками. Але ці парафіяни біля замкненої своєї святині святили Пасху. Пізніше появився запис, що церква скасована і «знята зі свого місця». Дерево з неї перевезли в Борбин.
Але ще довго стояла напівзруйнована дзвіниця без дзвонів. В 1837 році пан звелів заорати і засіяти ячменем місце де стояла церква. При церкві були метрики з 1779 року.
У 1800 році хома Жуковський охрестив 10 дітей, звінчав 3 шлюби, поховав 4 особи.
У 1803 році служив тут Євстафій Яроцький. Але де могли служити ці священики? Із звіту за 1816 рік взнаємо, що церква Терешова зайнята на благочестя, а є каплиця в присілку Коритах.
Настоятель каплиці Костянтин Оленич, 49 років, має 25 років висвяти, тут 5 років. Отже, священик живе в Терешові, парафія Терешівська, а служиться в каплиці Корит. При каплицях не було житла для притчу.
У Державному архіві Волинської області зберігаються копії метричних книг церкви Святого Архістратига Михаїла по с. Терешів з 1809 по 1819 та по селу с. Корито (Корита, Корити), яке було приходом церкви с. Терешів. В цьому ж архіві знаходяться також копії метричних книг по с. Корита з 1803 по 1827 роки. До 1828 року значна частина церков Волинської губернії належала греко-католикам і підпорядковувалась Луцькій греко-католицькій генеральній духовній консисторії. Тому окремі метричні книги збереглися у фонді консисторії. На сторінці 295 книги «Записки Иосифа Митрополита Литовского. Снкт Петербург. Том ІІІ. 1883 г.» сказано, що 28.03.1836 р. прихід с. Терешів ліквідовується по причині малої кількості прихожан та відсутності власної церкви і приєднується до приходу Малинської церкви. Згідно з переписом 1906 р. в с. Терешів було 36 дворів та 290 жителів, а в с. Корита 50 дворів та 326 жителів. За даними перепису за 1921 р. в статистичному довіднику «Skorowidz miejscowości Rzeczypospolitej Polskiej — Tom IX — Województwo Wołyńskie» знаходимо по с. Терешів(без врахування колонії Терешів) наступні дані: будинків — 38, інших житлових — 20, всього жителів — 323, з яких чоловіків — 168 та жінок — 168. Релігійного визнання: римо-католицького — 0, православного — 323.
Національна приналежність: українців — 320,поляків — 0, інших — 3. В колонії Терешів: будинків — 11, інших житлових — 2, всього жителів — 81, з яких чоловіків — 498 та жінок — 328. Релігійного визнання: римо-католицького — 14, православного — 65, євангелістського — 2. Національна приналежність: українців — 0,поляків — 5, інших — 76.
Відповідно до Царського маніфесту від 19 лютого 1861 p., Загального Положення про селян, що вийшли з кріпосної залежності, і Положення про викуп селянами їх садиб та польових угідь в 1866 році розпочався процес викупу селянських наділів в маєтку Казимира Перетятковича с. Терешів Дубнівського повіту. У фондах Державного архіву Житомирської області знаходимо «Подворный список Домохозяев Волынской губернии Дубенского уезда Вотчиной наследников Помещика Каликета Перетятковича». В цих списках фігурують наступні прізвища (мовою оригіналу): Василий Осипов Гусарук, Осип Петров Коваль, Иван Степанов Бойчук, Яков Иванов Кривальчук, Емельян Андреев Кирилюк, Кондрат Григорьев Баласюк, Федор Иванов Фомин, Федор Никифоров Гусарук, Андрей Ярмолов Натальчук, Кирил Иванов Щырецкий, Мартын Петров Коваль (Шевчук), Степан Федоров Фомин, Степан Романов Степанов (Шутюк), Кузьма Максимов Ковальчук, Андрей Григорьев Грицаюк, Андрей Яковлев Якимчук, Андрей Иванов Кухар. Тут же знаходимо інформацію «Представленная крестьянам земля деревни Терешова из владения помещицы Перетяткевичевой заключается в пяти урочищах под названием: Мартиновщина, Закурганцы, Борбинщина, Синожати и Ревни. Все выше означенные урочища граничат к Востоку землями села Посникова, к Западу помещичьими землями села Уъздец, к Северу помещичьими землями села Уъздец и деревни Бакорина и к Югу помещичьими землями села Терешова.»
Відведення земель відбулося 3 травня 1871 року.
Відповідно до Ф.182 оп.1 д.832 «Дело Волынского отделения крестьянского поземельного банка об изменении состава Терешовского 33 д. товарищества» знаходимо інформацію «…27 декабря 1910 года нижеподписавшиеся крестьяне Терешовского Товарищества Малинской волости, Дубенского уезда, Волынской губернии, собравшись на товарищеский сход, в числе 22 членов и в присутствии выборного нашего Ивана Ивановича Пфейфера, по надлежащим между собою совещании, единогласно приговорили: 1. Исключить из состава нашего товарищества члена нашего Пантелеймона Власова Бойка, как заявившего о своем отказе от участия во владении землею товарищества и о выходе своем из товарищества….».
У фондах «Картографічні матеріали з фондів Державного архіву Рівненської області (1 пол. ХІХ — 1 пол. XX ст.)» зберігається «План маєтку Терешов Дубенського повіту Волинської губернії. 1900 р.». Згідно з цим планом у 1910 році в с. Терешів знаходився маєток поміщика Євгенія Даниловича Матусевича. В цьому маєтку був став та 2 сажавки (Невелике штучне водоймище, в якому розводять і утримують рибу). Крім цього фруктові сади займали 2380 сажнів, двори і будівлі — 770 саж, городи — 3 дес 390 саж., хмільник — 1 дес. 390 саж. Всієї придатної землі було 58 десятин 2390 сажнів. Не придатної землі — 3 десятини 260 сажнів.
7 (20) листопада 1917 року, відповідно до Третього Універсалу Української Центральної Ради, увійшло до складу Української Народної Республіки.
У повоєнний час у Терешові діяла сільська рада. ЇЇ, як і вдовоєнні роки, очолював Петро Драганчук. У 1954 р. сільради Терешова та Корит об’єднано.
Був у селі і самостійний колгосп. Він носив ім’я Куйбишева. Очолював його Григорій Лашкевич до 1950 р., коли відбулося укрупнення господарств. Головою об’єднаного колгоспу став Василь Федчук.
Зараз колгоспна земля розпайована. В основному селяни віддали свої паї в оренду фермерам сільськогосподарським підприємствам.
Престольний празник у Терешові - на Михаїла.
12 червня 2020 року, відповідно до розпорядження Кабінету Міністрів України № 722-р від «Про визначення адміністративних центрів та затвердження територій територіальних громад Рівненської області», увійшло до складу Млинівської селищної громади.
19 липня 2020 року, в результаті адміністративно-територіальної реформи та ліквідації Млинівського району, село увійшло до складу Дубенського району.

## Населення

### Мова
Розподіл населення за рідною мовою за даними перепису 2001 року:
| Мова       | Кількість | Відсоток |
| ---------- | --------- | -------- |
| українська | 231       | 98.72%   |
| російська  | 3         | 1.28%    |
| Усього     | 234       | 100%     |